# Essentially Yes
Essentially Yes è un cofanetto (box set) pubblicato nel 2006 che ripercorre la carriera del gruppo rock progressivo inglese Yes dal 1994 al 2003.
Contiene cinque dischi, quattro dei quali precedentemente realizzati in studio (Talk, Open Your Eyes, The Ladder e Magnification. Il quinto disco è un cd contenente quello che sarà il Live at Montreux 2003.

## Tracce

### Disc 1
- Open Your Eyes

### Disc 2
- The Ladder

### Disc 3
- Magnification

### Disc 4
- Talk

### Disc 5
- Live at Montreux 2003

## Formazione
- Jon Anderson: voce
- Chris Squire: Basso
- Steve Howe: Chitarra
- Trevor Rabin: Chitarra
- Tony Kaye: Organo Hammond
- Rick Wakeman: Tastiere
- Igor Khoroshev: Tastiere
- Billy Sherwood: Chitarra e Tastiere
- Alan White: Batteria

con:
- Steve Porcaro: Tastiere
- Larry Groupé: Direttore d'Orchestra